# Eutimio di Costantinopoli
Eutimio, noto come Eutimio il Sincello (in greco Εὐθύμιος?; Isauria, 834 circa – Costantinopoli, 5 agosto 917), è stato un vescovo e teologo bizantino, patriarca di Costantinopoli..

## Biografia
Dapprima semplice monaco, Eutimio era un ignaziano moderato, che tuttavia aveva riconosciuto il secondo patriarcato di Fozio e la legittimità del successore Stefano. Uomo mite e schivo, venne scelto dall'imperatore Leone VI il Saggio come proprio confessore, e designato dal patriarca di Costantinopoli Nicola I Mistico come suo successore ("Sincello").
Un grave problema canonico e istituzionale sorse nel 906 allorché l'imperatore Leone VI, che era rimasto vedovo tre volte ma non aveva avuto figli, ebbe finalmente un erede (il futuro Costantino VII) dall'amante Zoe Carbonopsina. Leone VI decise pertanto di sposare Zoe. La Chiesa ortodossa, tuttavia, vietava i matrimoni plurimi: il terzo matrimonio era qualificato come fornicazione e poligamia e il quarto matrimonio addirittura come poligamia bestiale, peccato contro natura. Il patriarca Nicola I Mistico si opponeva fermamente a che l'imperatore di risposasse per la quarta volta. Si giunse infine a un compromesso fra il patriarcato e l'imperatore, per cui il bambino sarebbe stato battezzato, ma Leone avrebbe dovuto ripudiare Zoe. Il bambino venne legittimato nell'Epifania del 906 con il battesimo, impartito dal patriarca Nicola Mistico in Santa Sofia; Eutimio fece da padrino al piccolo Costantino.
Leone tuttavia non rispettò tuttavia l'accordo e il divieto ecclesiastico delle quarte nozze sposando, grazie a un prete compiacente,  Zoe che venne proclamata "Augusta". Nicola reagì scomunicando Leone, e quest'ultimo lo fece deporre, accusandolo di essere legato al generale ribelle Andronico Ducas, e nominando al suo posto come patriarca di Costantinopoli Eutimio. Anche il nuovo patriarca Eutimio  non fu molto accomodante nei confronti dell'imperatore: Leone VI poté entrare in chiesa solo come penitente, a Zoe venne rifiutato il titolo di "Augusta" mentre Tommaso, il prete colpevole di aver celebrato le nozze illecite, fu punito. La sostituzione di Nicola Mistico con Eutimio diede tuttavia origine a uno scisma all'interno della Chiesa ortodossa, detto "Scisma della tetragamia".
Nel 912 Leone VI morì. Gli succedette il fratello Alessandro, che richiamò sul soglio di Costantinopoli Nicola Mistico, sostituendo quindi Eutimio. Eutimio fu oggetto di vere e proprie violenze fisiche dalla soldataglia sobillata da Alessandro: fu preso a sputi, pugni e calci, gli fecero saltare i denti, finché non cadde a terra agonizzante. Dovette la vita a un nobile di nome Petronas che gli venne in soccorso, strappandolo dalle mani dei soldati. Eutimio subì in silenzio, perdonando i suoi persecutori. Venne infine mandato in esilio nel monastero di Agathon. Sembra sia stato seppellito al monastero studita.
Anche la deposizione di Eutimio diede tuttavia origine a uno scisma all'interno della Chiesa ortodossa, detto "Scisma degli Eutimiani", durato sino alla fine del X secolo.